# Ferrante Aporti
Ferrante Aporti (San Martino dall'Argine, 20 novembre 1791 — Turin 14 novembre 1858) était un théologien, pédagogue et homme politique italien.

## Biographie
Ferrante Aporti est né à San Martino dall'Argine dans la province de Mantoue, en Italie du Nord.
Après son ordination à la prêtrise et en cours de spécialisation  pendant trois ans à Vienne (1816), il est nommé professeur d'histoire de l'église au séminaire de Crémone et surintendant des écoles dans la même ville. Il apporte un intérêt particulier à l'éducation des enfants pauvres et en 1827 il a ouvert une école enfantine à Crémone. Le succès de cette initiative l'a conduit à la création d'écoles similaires dans plusieurs villes d'Italie. Ferrante Aporti a encouragé les enseignants et publié pour leurs conseils : Il manuale per le scuole infantili (Crémone, 1833) et Sillabario per l'infanzia (Crémone, 1837). Il a aussi donné, à l'Université de Turin, un cours de formation sur les méthodes éducatives qui a attiré un grand nombre d'enseignants.
Ferrante Aporti a reçu du gouvernement français le titre de Chevalier de la Légion d'honneur en 1846, l'Ordre des Saints-Maurice-et-Lazare et Victor-Emmanuel IIe d'Italie lui attribue le rang de sénateur le 19 octobre 1848.
En 1855 il est nommé au Rectorat de l'Université de Turin, poste qu'il occupe jusqu'à sa mort.

## Distinctions

Cavalier de l'Ordre des Saints-Maurice-et-Lazare
Chevalier de l'Ordre national de la Légion d'honneur (France)
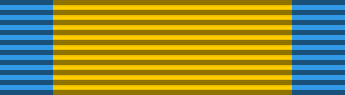
Chevalier de IIIe classe de l'Ordre de la Couronne de fer